# Kommunreformen i Norge

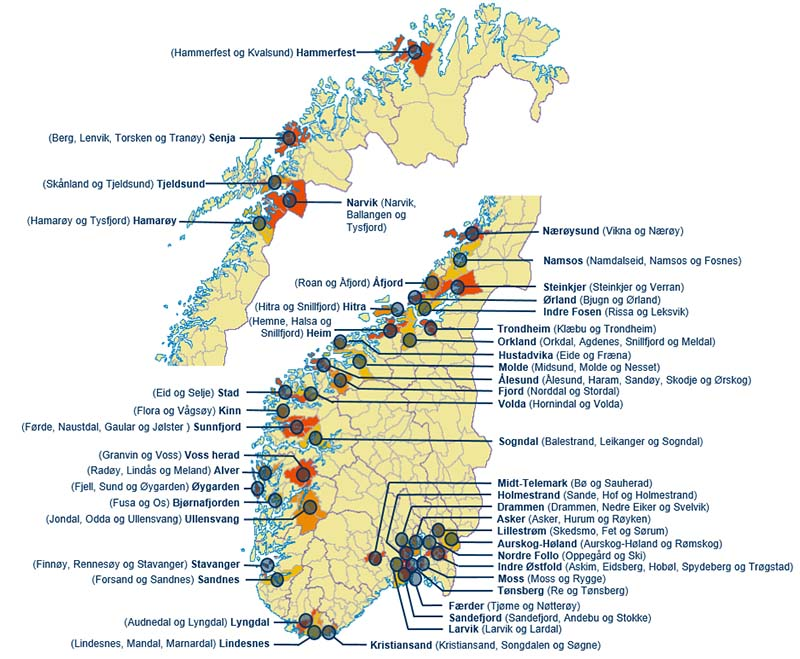
Norges kommuner 2020, efter reformen.

Kommunreformen i Norge är en förändring av kommunstrukturen i Norge, påbörjad den 3 juli 2014 som ett av Erna Solbergs regerings politiska projekt. Reformen godkändes enhälligt av Stortinget den 9 juni 2015 och det banade väg för sammanslagningar av kommuner i flera etapper. 1 januari 2017 minskade antalet kommuner från 428 till 426. Ytterligare kommunsammanslagningar ägde rum 1 januari 2018 och 1 januari 2020.
Kommunerna fick en tidsfrist fram till 30 juni 2016 med att utarbeta eventuella kommunsammanslagningar, baserat på lokala folkomröstningar och medborgarundersökningar. I denna fas togs beslut om en minskning av antalet kommuner till 387. Det slutliga antalet kommuner blev 356.

## Den nya kommunstrukturen
Regeringen lade under våren 2017  fram förslag till en ny kommunstruktur. Stortinget godkände förslaget 8 juni 2017 med vissa ändringar. En del av sammanslagningarna sker med tvång.
Kommunen är den lägsta administrativa och folkvalda nivån i Norges politiska system. Kommunen har ansvar för en rad uppgifter som grundskola, barnomsorg, primärvård, fysisk planering och tekniska tjänster. En följd av kommunreformen blir troligen att kommunerna tar över vissa uppgifter som staten och fylkena idag har ansvar för. 

Norges fylken och kommuner, 2007.
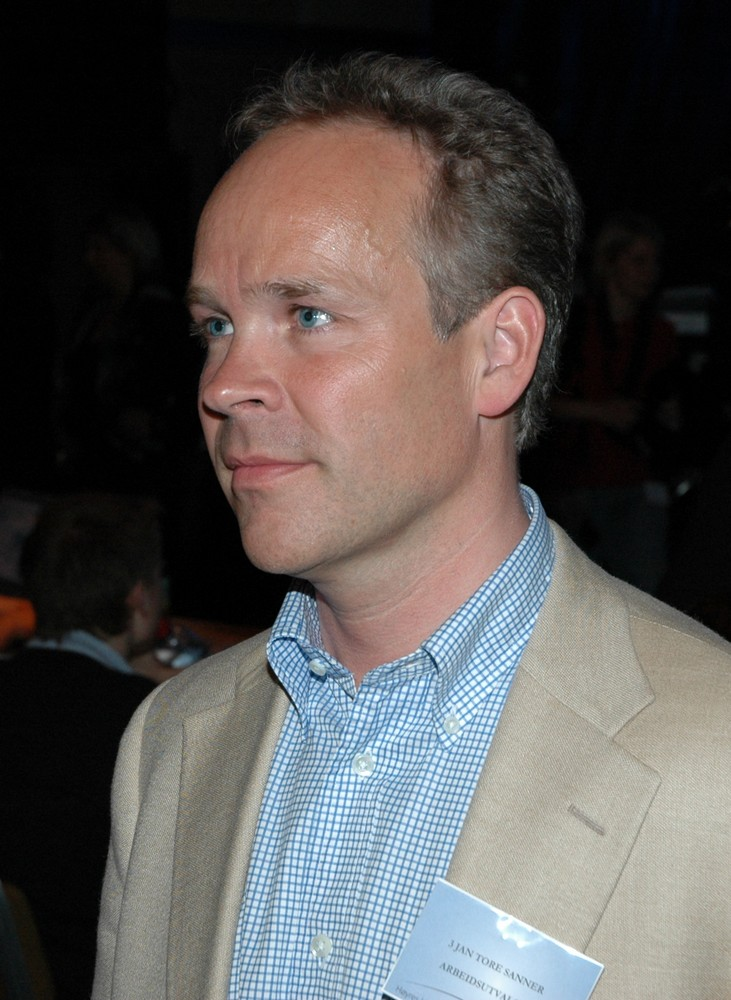
Kommun- och moderniseringsminister Jan Tore Sanner var politiskt ansvarig för reformen.

| Före                 | Efter          | Kommentar                                                 | Not               |
| 1 januari 2017       | 1 januari 2017 | 1 januari 2017                                            | 1 januari 2017    |
| -------------------- | -------------- | --------------------------------------------------------- | ----------------- |
| Andebu               | Sandefjord     | Vear tätort överförs till Tønsberg                        | [ 4 ] [ 5 ] [ a ] |
| Stokke               | Sandefjord     | Vear tätort överförs till Tønsberg                        | [ 4 ] [ 5 ] [ a ] |
| Sandefjord           | Sandefjord     | Vear tätort överförs till Tønsberg                        | [ 4 ] [ 5 ] [ a ] |
| 1 januari 2018       |                |                                                           |                   |
| Lardal               | Larvik         |                                                           | [ 7 ]             |
| Larvik               | Larvik         |                                                           | [ 7 ]             |
| Rissa                | Indre Fosen    | I det nybildade fylket Trøndelag                          |                   |
| Leksvik              | Indre Fosen    | I det nybildade fylket Trøndelag                          |                   |
| Tjøme                | Færder         | Tønsberg var ursprungligen med i sammanslagningsplanerna. | [ 8 ]             |
| Nøtterøy             | Færder         | Tønsberg var ursprungligen med i sammanslagningsplanerna. | [ 8 ]             |
| 1 januari 2020       |                |                                                           |                   |
| Moss                 | Moss           |                                                           | [ 9 ]             |
| Rygge                | Moss           |                                                           | [ 9 ]             |
| Askim                | Indre Østfold  |                                                           | [ 10 ]            |
| Eidsberg             | Indre Østfold  |                                                           | [ 10 ]            |
| Hobøl                | Indre Østfold  |                                                           | [ 10 ]            |
| Spydeberg            | Indre Østfold  |                                                           | [ 10 ]            |
| Trøgstad             | Indre Østfold  |                                                           | [ 10 ]            |
| Aurskog-Høland       | Aurskog-Høland |                                                           | [ 11 ]            |
| Rømskog              | Aurskog-Høland |                                                           | [ 11 ]            |
| Oppegård             | Nordre Follo   |                                                           | [ 12 ]            |
| Ski                  | Nordre Follo   |                                                           | [ 12 ]            |
| Skedsmo              | Lillestrøm     |                                                           | [ 13 ]            |
| Fet                  | Lillestrøm     |                                                           | [ 13 ]            |
| Sørum                | Lillestrøm     |                                                           | [ 13 ]            |
| Asker                | Asker          |                                                           | [ 14 ]            |
| Hurum                | Asker          |                                                           | [ 14 ]            |
| Røyken               | Asker          |                                                           | [ 14 ]            |
| Drammen              | Drammen        |                                                           | [ 15 ]            |
| Nedre Eiker          | Drammen        |                                                           | [ 15 ]            |
| Svelvik              | Drammen        |                                                           | [ 15 ]            |
| Sande                | Holmestrand    |                                                           | [ 16 ]            |
| Holmestrand          | Holmestrand    |                                                           | [ 16 ]            |
| Re                   | Tønsberg       |                                                           | [ 17 ]            |
| Tønsberg             | Tønsberg       |                                                           | [ 17 ]            |
| Bø                   | Midt-Telemark  |                                                           | [ 18 ]            |
| Sauherad             | Midt-Telemark  |                                                           | [ 18 ]            |
| Audnedal             | Lyngdal        |                                                           | [ 19 ]            |
| Lyngdal              | Lyngdal        |                                                           | [ 19 ]            |
| Kristiansands kommun | Kristiansand   |                                                           | [ 20 ]            |
| Songdalen            | Kristiansand   |                                                           | [ 20 ]            |
| Søgne                | Kristiansand   |                                                           | [ 20 ]            |
| Lindesnes            | Lindesnes      |                                                           | [ 21 ]            |
| Mandal               | Lindesnes      |                                                           | [ 21 ]            |
| Marnadal             | Lindesnes      |                                                           | [ 21 ]            |
| Finnøy               | Stavanger      |                                                           | [ 22 ]            |
| Rennesøy             | Stavanger      |                                                           | [ 22 ]            |
| Stavanger            | Stavanger      |                                                           | [ 22 ]            |
| Forsand              | Sandnes        |                                                           | [ 23 ]            |
| Sandnes              | Sandnes        |                                                           | [ 23 ]            |
| Fjell                | Øygarden       |                                                           | [ 24 ]            |
| Sund                 | Øygarden       |                                                           | [ 24 ]            |
| Øygarden             | Øygarden       |                                                           | [ 24 ]            |
| Radøy                | Alver          |                                                           | [ 25 ]            |
| Lindås               | Alver          |                                                           | [ 25 ]            |
| Meland               | Alver          |                                                           | [ 25 ]            |
| Fusa                 | Bjørnafjorden  |                                                           | [ 26 ]            |
| Os                   | Bjørnafjorden  |                                                           | [ 26 ]            |
| Jondal               | Ullensvang     |                                                           | [ 27 ]            |
| Odda                 | Ullensvang     |                                                           | [ 27 ]            |
| Ullensvang           | Ullensvang     |                                                           | [ 27 ]            |
| Granvin              | Voss           |                                                           | [ 28 ]            |
| Voss                 | Voss           |                                                           | [ 28 ]            |
| Førde                | Sunnfjord      |                                                           | [ 29 ]            |
| Nausdal              | Sunnfjord      |                                                           | [ 29 ]            |
| Gaular               | Sunnfjord      |                                                           | [ 29 ]            |
| Jølster              | Sunnfjord      |                                                           | [ 29 ]            |
| Flora                | Kinn           |                                                           | [ 30 ]            |
| Vågsøy               | Kinn           |                                                           | [ 30 ]            |
| Eid                  | Stad           |                                                           | [ 31 ]            |
| Selje                | Stad           |                                                           | [ 31 ]            |
| Balestrand           | Sogndal        |                                                           | [ 32 ]            |
| Leikanger            | Sogndal        |                                                           | [ 32 ]            |
| Sogndal              | Sogndal        |                                                           | [ 32 ]            |
| Hornindal            | Volda          |                                                           | [ 33 ]            |
| Volda                | Volda          |                                                           | [ 33 ]            |
| Ålesund              | Ålesund        |                                                           | [ 34 ]            |
| Haram                | Ålesund        |                                                           | [ 34 ]            |
| Sandøy               | Ålesund        |                                                           | [ 34 ]            |
| Skodje               | Ålesund        |                                                           | [ 34 ]            |
| Ørskog               | Ålesund        |                                                           | [ 34 ]            |
| Norddal              | Fjord          |                                                           | [ 35 ]            |
| Stordal              | Fjord          |                                                           | [ 35 ]            |
| Eide                 | Hustadvika     |                                                           | [ 36 ]            |
| Fræna                | Hustadvika     |                                                           | [ 36 ]            |
| Midsund              | Molde          |                                                           | [ 37 ]            |
| Molde                | Molde          |                                                           | [ 37 ]            |
| Nesset               | Molde          |                                                           | [ 37 ]            |
| Hemne                | Heim           | Från Snillfjord ingår Vennastranda                        | [ 38 ]            |
| Halsa                | Heim           | Från Snillfjord ingår Vennastranda                        | [ 38 ]            |
| Snillfjord (delas)   | Heim           | Från Snillfjord ingår Vennastranda                        | [ 38 ]            |
| Hitra                | Hitra          | Från Snillfjord ingår Sundan och Hemnskjela               | [ 39 ]            |
| Snillfjord (delas)   | Hitra          | Från Snillfjord ingår Sundan och Hemnskjela               | [ 39 ]            |
| Orkdal               | Orkland        | Från Snillfjord ingår Krokstadøra                         | [ 40 ]            |
| Agdenes              | Orkland        | Från Snillfjord ingår Krokstadøra                         | [ 40 ]            |
| Snillfjord (delas)   | Orkland        | Från Snillfjord ingår Krokstadøra                         | [ 40 ]            |
| Meldal               | Orkland        | Från Snillfjord ingår Krokstadøra                         | [ 40 ]            |
| Klæbu                | Trondheim      |                                                           | [ 41 ]            |
| Trondheim            | Trondheim      |                                                           | [ 41 ]            |
| Bjugn                | Ørland         |                                                           | [ 42 ]            |
| Ørland               | Ørland         |                                                           | [ 42 ]            |
| Roan                 | Åfjord         |                                                           | [ 43 ]            |
| Åfjord               | Åfjord         |                                                           | [ 43 ]            |
| Steinkjer            | Steinkjer      |                                                           | [ 44 ]            |
| Verran               | Steinkjer      |                                                           | [ 44 ]            |
| Namdalseid           | Namsos         |                                                           | [ 45 ]            |
| Namsos               | Namsos         |                                                           | [ 45 ]            |
| Fosnes               | Namsos         |                                                           | [ 45 ]            |
| Vikna                | Nærøysund      |                                                           | [ 46 ]            |
| Nærøy                | Nærøysund      |                                                           | [ 46 ]            |
| Narvik               | Narvik         | Från Tysfjord ingår nordöstra delen                       | [ 47 ]            |
| Ballangen            | Narvik         | Från Tysfjord ingår nordöstra delen                       | [ 47 ]            |
| Tysfjord (delas)     | Narvik         | Från Tysfjord ingår nordöstra delen                       | [ 47 ]            |
| Hamarøy              | Hamarøy        | Från Tysfjord ingår sydvästra delen                       | [ 48 ]            |
| Tysfjord (delas)     | Hamarøy        | Från Tysfjord ingår sydvästra delen                       | [ 48 ]            |
| Skånland             | Tjeldsund      |                                                           | [ 49 ]            |
| Tjeldsund            | Tjeldsund      |                                                           | [ 49 ]            |
| Berg                 | Senja          |                                                           | [ 50 ]            |
| Lenvik               | Senja          |                                                           | [ 50 ]            |
| Torsken              | Senja          |                                                           | [ 50 ]            |
| Tranøy               | Senja          |                                                           | [ 50 ]            |
| Hammerfest           | Hammerfest     |                                                           | [ 51 ]            |
| Kvalsund             | Hammerfest     |                                                           | [ 51 ]            |